# Passadís biològic

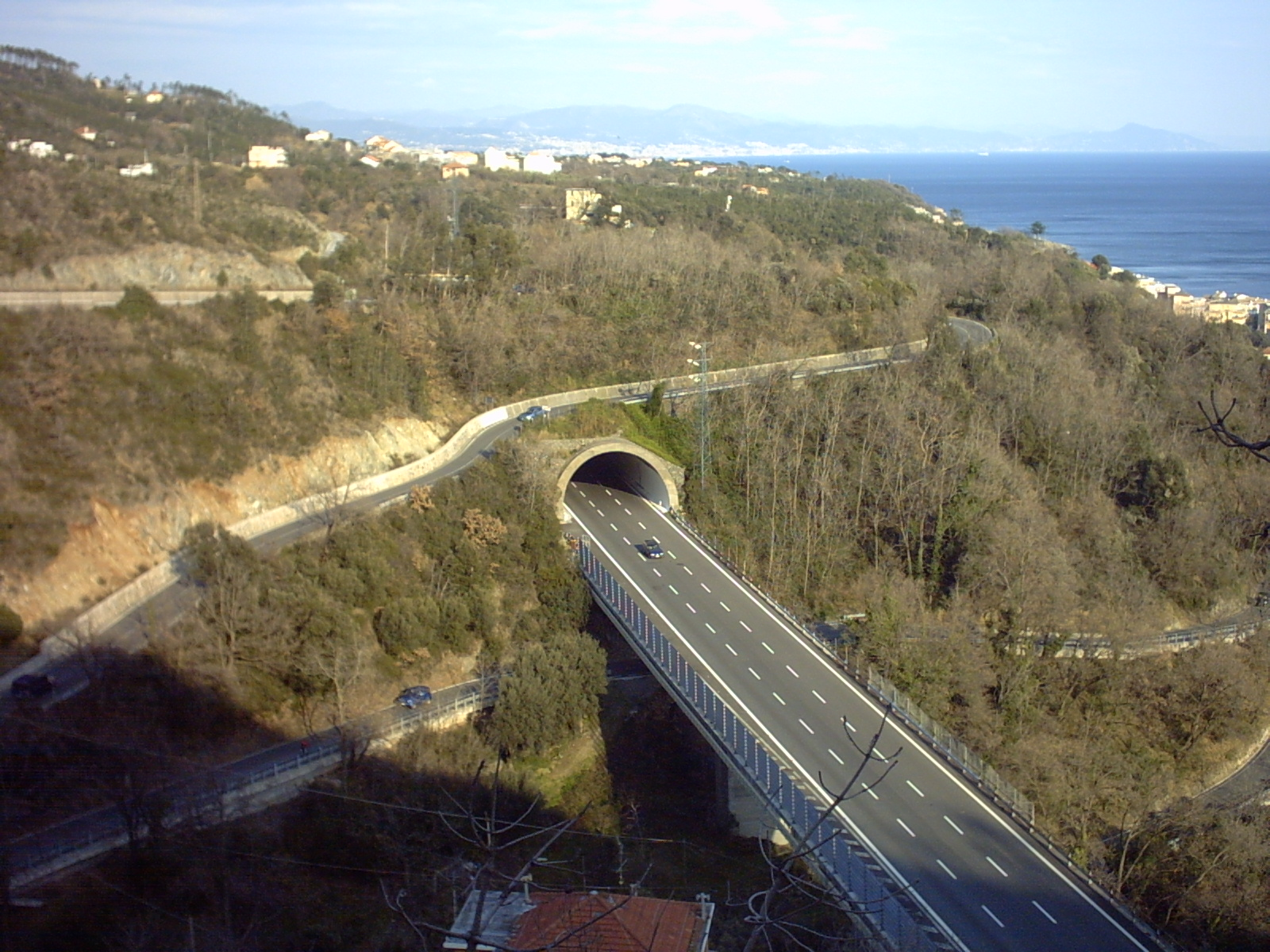
Els passadissos litorals estan fragmentats per nombroses rutes

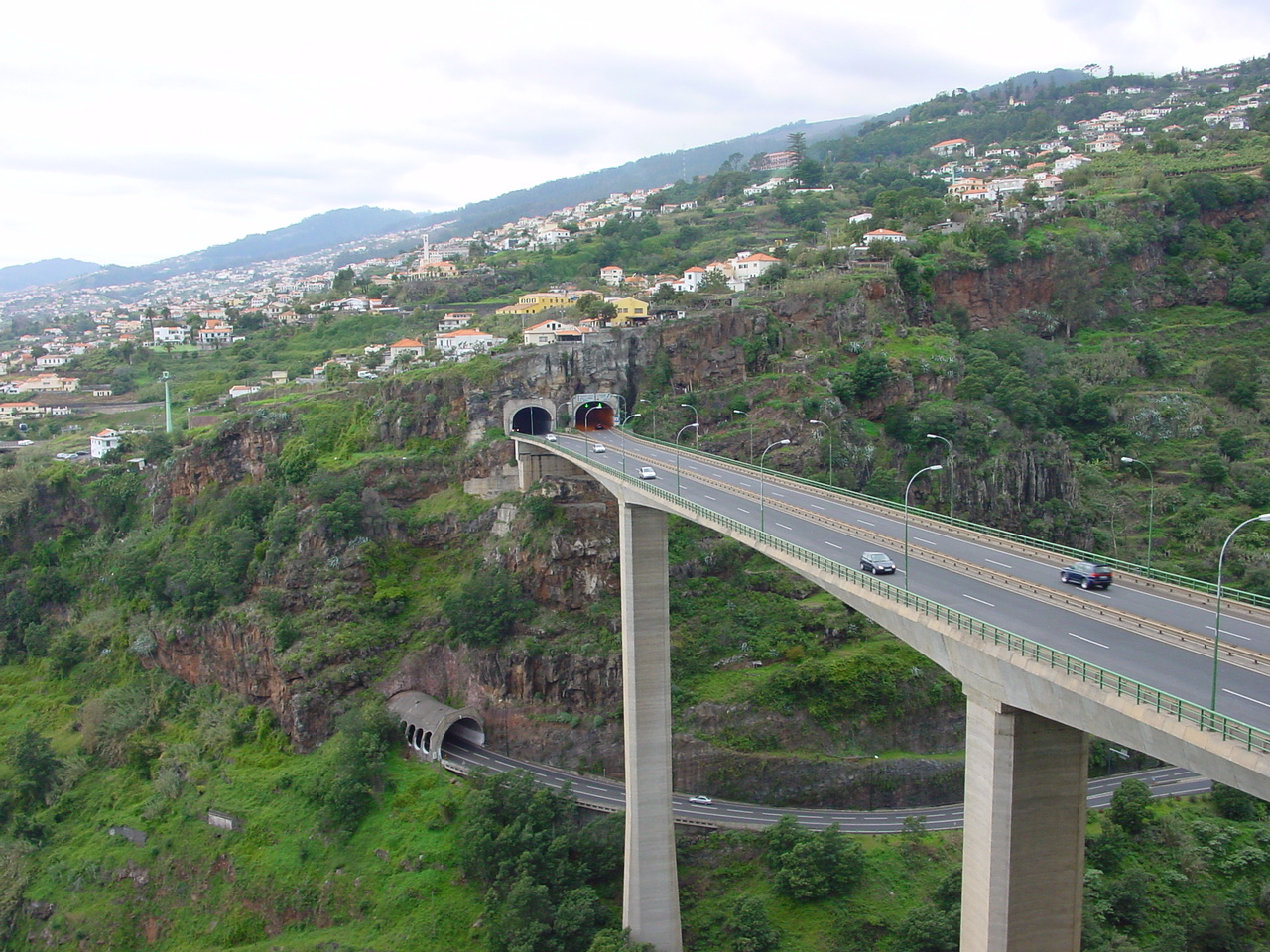
Exemple de doble pas en túnel a Madeira

Un passadís biològic, corredor biològic o pas de fauna correspon a una zona de pas o de freqüentació elevada per organismes vius especialment configurat per tal de facilitar el trànsit d'aquests organismes. Lliguen funcionalment dos hàbitats vitals per a una espècie: com els llocs de reproducció, d'alimentació, de repòs, de migració. Tal passadís pot ser natural o reconstituït pels humans que anteriorment l'havien trencat.

## Fragmentació i connexió de biòtops: fets i normes
La noció de passadís és recent i pertany a la branca de la biogeografia que és l'ecologia del paisatge. L'impacte ambiental de les activitats humanes augmentà de forma creixent des del segle xix amb la segona revolució industrial i el constant creixement de la població humana. La creixent ocupació del territori ha fragmentat físicament o funcionalment un gran nombre d'hàbitats amb barreres infranquejables. Així l'agricultura intensiva, la urbanització, la industrialització i les infraestructures de transport van fragmentar i aïllar els biòtops. Fins i tot els rius apareixen dividits per embassaments i rescloses que impedeixen que els peixos remuntin les aigües, especialment aquells que utilitzen els cursos alts per a fer la fresa.

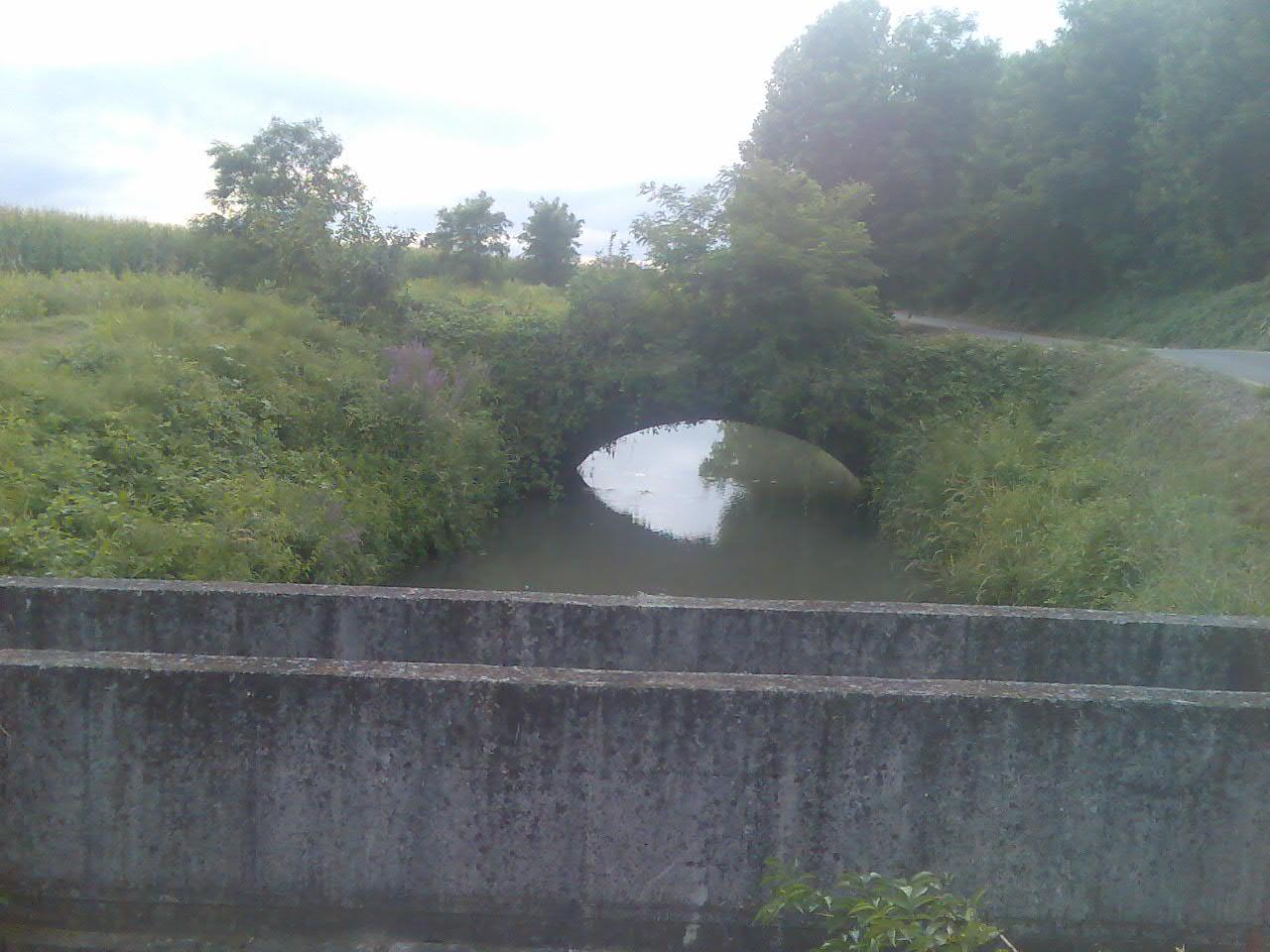
La vegetació de les parets rocoses augmenta el seu paper com passadís biològic

La fragmentació és una de les principals causes de la regressió de la biodiversitat especialment sobre la diversitat genètica, i crea illes biogeogràfiques amb pocs individus reproductors i poc flux gènic, on abans hi havia un territori molt més gran amb un nombre més gran d'individus. D'aquesta manera l'endogàmia esdevé un problema, cosa que pot afavorir l'extinció de l'espècie. Amb la restauració o la creació de passadissos, hom vol minimitzar aquest impacte genètic i ecològic.
La importància de protegir o de tornar a crear passadissos naturals és una descoberta relativament recent. Manca encara l'experiència i les solucions sovint només es troben per assaig i error. Davant aquesta dificultat, grups de defensa de la natura prefereixen actuar per a protegir passadissos existents, que no haver de cercar solucions per a passadissos trencats. La presència de corredors és una font de polèmica entre els protectors de la natura i els imperatius del desenvolupament econòmic, que pot aturar projectes majors, per manca de compromís. En l'actualitat a Catalunya, com a la resta d'Europa, la protecció dels passadissos o l'execució de mesures ambientals de compensació en cas d'infraestructures vitals, és una part integral del plec de condicions al qual tots els partits implicats han de trobar un acord. Així es va proposar, en un llarg catàleg de mesures la reforestació del Mas Tupiner (Borrassà) en compensació de la construcció del gasoducte Figuerres-Martorell.
El 1998, el Parlament de Catalunya va instar el Govern a complementar el mapa vigent a Catalunya en matèria de conservació
de la natura mitjançant l'adopció d'unes directrius estratègiques per al manteniment de les connexions ecològiques i paisatgístiques necessàries entre els espais que gaudeixen d'algun tipus de protecció. El 2000, la Unió europea va publicar la Directiva marc de l'aigua que conté, entre d'altres, l'obligació de reconstituir la continuïtat dels cursos d'aigua per a les espècies aquàtiques com els peixos migratoris amb passos de peix o altres infraestructures i també, quan possible, transformar les ribes en passadíssos biològics. El 2007, després d'un estiu particularment sec i càlid, Austràlia crea el primer passadís climàtic transcontinental de 2.800 km de llargada amb la doble voluntat de protegir la biodiversitat i tenir en compte el reescalfament climàtic.
El 2006, la Generalitat de Catalunya va publicar el vademècum Bases per a les directrius de connectivitat ecològica de Catalunya que és un resum de les regles, normes i bones pràctiques del Principat. També conté un vocabulari tècnic força complet explicant de manera vulgaritzant els conceptes principals del tema.

## Tipologia de passadissos
El 1986, Forman i Godron establiren una tipologia basada en la forma de l'estructura:
1. Estructura linear: per a espècies forestals i aquàtiques com les bardisses, els passos de peixos o les ribes dels cursos d'aigua
2. Estructura més àmplia: acull espècies de les vores i de l'interior
3. Estructures aïllades: illots refugi, de repòs
4. Zona tampó o zona secundària

El tipus de passadís depèn de l'espècie: així illots de refugi dipersos al paisatge poden ajudar els ocells o les plantes amb llavors transportats per aire. Encara que s'ha de considerar la distància entre illots i l'abast de cada espècie. Una dificultat major és la connexió de biòtops de mamífers grans tot i certs ratpenats, incapaços de travessar carreteres majors, autopistes o línies d'alta velocitat. La construcció de ponts verds anomenats ecoductes no sempre és eficaç com que la fressa i l'activitat humana frenètica a l'entorn de les infraestructures, quan no hi ha prou espai per a una zona tampó, poden fer massa por a animals tímids. Al cas extrem, captivar animals d'un costat i lliurar-les de l'altre costat és l'única possibilitat per lluitar contra el risc d'endogàmia excessiva.

## Inconvenient
La reconnexió té un inconvenient major, degut al fet que el corredor obre també el pas a espècies no desitjades o pitjor encara, a espècies invasores o germens patogens que poden de vegades amenaçar espècies indígenes que per l'aïllament fins aleshores van gaudir un àmbit protegit.